# バイオクリスト
バイオクリスト（BioCryst Pharmaceuticals）は、アラバマ州バーミングハムに本社を置く製薬会社である。癌、自己免疫疾患、ウイルス感染の薬を作っている。

## 歴史
会社は1986年にチャールズ・バッグとジョン・モンゴメリーによって設立された。1994年3月にNASDAQに株式公開を行って公開会社となり、2008年にはデロイト トウシュ トーマツによって、成長の速い会社500の1つに挙げられた。

## 流通
- フォロデシン塩酸塩：プリンヌクレオシドホスホリラーゼ阻害剤
- BCX-4208/R3421：プリンヌクレオシドホスホリラーゼ阻害剤
- ペラミビル：インフルエンザ用抗ウイルス薬